# Ephedra monosperma
Ephedra monosperma — вид голонасінних рослин класу гнетоподібних.

## Опис
Невеликий чагарник, від 5 см до 15 см висотою. Деревинні стебла сильно розгалужені. Листки супротивні. Пилкові шишки довгасто-сферичної форми, сидячі або майже сидячі знаходяться у вузлах попарно або рідко поодинокі. Запилення в червні, зріле насіння в серпні. Насіннєві шишки поодинокі або супротивні у вузлах, сидячі, і яйцеподібні в кінці терміну дозрівання. Зрілі шишки м'ясисті, червоні, 6-9 мм завдовжки, 5–8 мм в поперечнику.

## Поширення, екологія
Країни проживання: Китай (Пекін, Чунцін, Ганьсу, Гуйчжоу, Хебей, Хубей, Внутрішня Монголія, Нінся, Цинхай, Шаньдун, Шаньсі, Сичуань, Тяньцзінь, Тибет, Синьцзян, Юньнань); Монголія; Росія (Бурятія, Читинська область, Іркутська область, Красноярський край, Тува, Якутія). Росте на висотах від 2600 м до 4200 м. Невеликий чагарник, росте в ущелинах, вапнякових, кам'янистих схилах і скелях, іноді на схилах річкових долин серед скель, часто з рідкими Juniperus і чагарниковою рослинністю або сухим сосновим лісом. Квіти є в травні.

## Використання
Стебла більшості членів цього роду містять алкалоїд ефедрин і відіграють важливу роль в лікуванні астми та багатьох інших скарг дихальної системи.

## Загрози та охорона
Немає серйозних загроз наразі. Є в численних ботанічних садах. Ареал перекриває багато охоронних територій.